# Ulisse Munari
| 7679 Asiago            | 15 febbraio 1996 |
| 7715 Leonidarosino     | 14 febbraio 1996 |
| 7794 Sanvito           | 15 gennaio 1996  |
| 7847 Mattiaorsi        | 14 febbraio 1996 |
| 7900 Portule           | 14 febbraio 1996 |
| 8925 Boattini          | 4 dicembre 1996  |
| 8944 Ortigara          | 30 gennaio 1997  |
| 9425 Marconcini        | 14 febbraio 1996 |
| 9426 Aliante           | 14 febbraio 1996 |
| 9427 Righini           | 14 febbraio 1996 |
| 9897 Malerba           | 14 febbraio 1996 |
| 10176 Gaiavettori      | 14 febbraio 1996 |
| 10198 Pinelli          | 6 dicembre 1996  |
| 11348 Allegra          | 30 gennaio 1997  |
| 12033 Anselmo          | 31 gennaio 1997  |
| 12433 Barbieri         | 15 gennaio 1996  |
| 12811 Rigonistern      | 14 febbraio 1996 |
| 12812 Cioni            | 14 febbraio 1996 |
| 12813 Paolapaolini     | 14 febbraio 1996 |
| 12814 Vittorio         | 13 febbraio 1996 |
| 13174 Timossi          | 14 febbraio 1996 |
| 13638 Fiorenza         | 14 febbraio 1996 |
| 14061 Nagincox         | 13 febbraio 1996 |
| 14062 Cremaschini      | 14 febbraio 1996 |
| 14947 Luigibussolino   | 15 gennaio 1996  |
| 15005 Guerriero        | 7 dicembre 1997  |
| 15375 Laetitiafoglia   | 30 gennaio 1997  |
| 15853 Benedettafoglia  | 16 gennaio 1996  |
| 15855 Mariasalvatore   | 14 febbraio 1996 |
| 20195 Mariovinci       | 30 gennaio 1997  |
| 23608 Alpiapuane       | 15 gennaio 1996  |
| 24857 Sperello         | 15 gennaio 1996  |
| 27094 Salgari          | 25 ottobre 1998  |
| 27095 Girardiwanda     | 25 ottobre 1998  |
| 27923 Dimitribartolini | 4 dicembre 1996  |
| 29363 Ghigabartolini   | 14 febbraio 1996 |
| 29547 Yurimazzanti     | 25 gennaio 1998  |
| 31091 Bettiventicinque | 30 gennaio 1997  |
| 35444 Giuliamarconcini | 25 gennaio 1998  |
| 35465 Emilianoricci    | 27 febbraio 1998 |
| 37835 Darioconsigli    | 25 gennaio 1998  |
| 37836 Simoneterreni    | 25 gennaio 1998  |
| 42775 Bianchini        | 26 ottobre 1998  |
| 43923 Cosimonoccioli   | 14 febbraio 1996 |
| 46701 Interrante       | 7 febbraio 1997  |
| 85368 Elisabettacioni  | 14 febbraio 1996 |
| 85515 Annakukharskaya  | 26 ottobre 1997  |
| 118233 Gfrancoferrini  | 30 gennaio 1997  |
| 136848 Kevanpooler     | 25 gennaio 1998  |

Ulisse Munari (1960) è un astronomo italiano.
È professore di astronomia all'Università degli Studi di Padova, e lavora presso l'osservatorio astrofisico di Asiago.
Fa parte del team del RAdial Velocity Experiment (RAVE), un programma di ricerca che intende misurare la velocità radiale e la metallicità di un milione di stelle utilizzando il UK Schmidt Telescope (UKST) da 1,2 metri in Australia
Munari è stato co-leader del gruppo di lavoro che ha sviluppato e ottimizzaro lo spettrometro a bordo del satellite Gaia.
Il Minor Planet Center gli accredita le scoperte di quarantanove asteroidi, effettuate tra il 1996 e il 1998, tutte in condivisione con gli astronomi Maura Tombelli o Flavio Castellani.
Gli è stato dedicato l'asteroide 7599 Munari.